# Jeffrey Lau
Jeffrey Lau ou Jeff Lau, de son vrai nom Lau Chun-Wai (劉鎮偉, né le 4 février 1955) est un réalisateur, scénariste, acteur et producteur hongkongais, célèbre pour ses comédies mo lei tau comme Le Roi singe (1995) (co-écrit avec Stephen Chow) et Chinese Odyssey 2002 (2002), élu meilleur film de l'année par la Hong Kong Film Critics Society (en).

## Filmographie
- Nomad (1982)
- My Darling, My Goddess (1982)
- Coolie Killer (en) (1982)
- Yellow Peril (1984)
- Hong Kong Butcher (1985)
- Operation Pink Squad (1986)
- The Haunted Cop Shop (1987)
- Eastern Condors (1987)
- Flaming Brothers (en) (1987)
- Operation Pink Squad 2 (1987)
- Carry on Hotel (1988)
- The Haunted Cop Shop 2 (1988)
- Thunder Cops 2 (1989)
- All for the Winner (1990)
- Mortuary Blues (1990)
- Top Bet (1991)
- The Top Bell (1991)
- Fist of Fury 1991 (1991)
- Lethal Contact (1991)
- Today's Hero (1991)
- Saviour of the Soul (1991)
- Gameboy Kids (1992)
- La Rose noire (1992)
- Rose Rose I Love You (1993)
- Days of Tomorrow (1993)
- La Légende de l'aigle chasseur de héros (1993)
- La Mariée aux cheveux blancs (1993)
- Les Cendres du temps (1994)
- Treasure Hunt (1994)
- Love and the City (1994)
- Le Roi singe 1re partie : La Boîte de Pandore (1995)
- Le Roi singe 2e partie : Cendrillon (1995)
- Hors de l'obscurité (1995)
- Les Anges déchus (1995)
- Thanks for Your Love (1996, scénariste)
- Mahjong Dragon (1996)
- Black Rose II (1997)
- Timeless Romance (en) (1998)
- Chinese Odyssey 2002 (2002)
- Second Time Around (2002)
- Crazy Kung-Fu (2004)
- La Technique du Chinois (en) (2005)
- Kungfu Cyborg (en) (2009)
- Just Another Pandora's Box (en) (2010)
- The Fantastic Water Babes (2010)
- East Meets West (en) (2011)
- Just Another Margin (en) (2014)
- Lock Me Up, Tie Him Down (en) (2014)
- Le Roi singe 3e partie (en) (2016)
- Soccer Killer (en) (2017)
- Kung Fu League (zh) (2018)